# Gambia Alliance for National Unity
Die Gambia Alliance for National Unity (GANU) ist eine 2020 registrierte politische Partei in Gambia unter dem Vorsitz von Sheikh Tijan Hydara.

## Profil
Das Motto der Partei ist „GANU is the Solution“ (deutsch GANU ist die Lösung) und die Farbe der Partei ist Meeresgrün und Himmelblau. Das Parteisymbol wird beschrieben mit „Menschen im Kreis halten sich an den Händen als Zeichen der Einheit“.

## Geschichte
Die GANU wurde als neue politische Partei von Sheikh Tijan Hydara im Juni 2020 und gegründet und im November registriert. Der Hauptsitz der GANU befindet sich in Brusubi, Kombo North. Vor den Präsidentschaftswahlen 2021 verhandelte die GANU mit Fabakary Tombong Jatta über den Abschluss eines Wahlbündnisses mit der Alliance for Patriotic Reorientation and Construction (APRC). Als die Jatta-Fraktion innerhalb der APRC jedoch stattdessen Adama Barrow unterstützte, schloss die GANU im Oktober 2021 ein Bündnis mit Yahya Jammeh und seinen verbliebenen APRC-Anhängern. Nachdem Jammeh seine Meinung geändert und seine Anhänger angewiesen hatte, für Mamma Kandeh zu stimmen, wurde Hydara als GANU-Kandidat nominiert. Die Independent Electoral Commission lehnte seine Nominierung jedoch ab, da er nicht genügend Namen von Unterstützern in den Verwaltungsgebieten Banjul und Mansakonko eingereicht hatte. Die GANU stellte weder bei den Parlamentswahlen 2022 noch bei den Regionalwahlen 2023 einen Kandidaten auf. Auf ihrem Kongress im Januar 2023 bestätigte die Partei, dass sie ein Bündnis mit der National People’s Party gebildet habe.